# 邵錫
邵錫（1477年—？年），字天祐，直隶保定府安州人，明朝政治人物。

## 生平
治《書經》，行三，由州學生中式弘治十七年（1504年）甲子科順天府鄉試第十名舉人，正德三年（1508年）登戊辰科會試第二百三十九名，第三甲第十一名進士。初授行人司行人，六年八月选授户科给事中，十一年八月升吏科右，十月升户科左，十三年三月升户科都。以議大禮，嘉靖元年（1522年）五月外任浙江布政使司右参政，升山西左参政，八年二月升山东右布政使，九年三月升都察院右副都御史、巡抚山东，十一年八月查革德府庄田，与德王互行弹劾，邵锡以处事乖方降调。任陕西左参政，十四年九月升山东右布政，调浙江右布政，十七年七月升顺天府府尹。

## 家族
曾祖邵秉彝。祖邵佐。父邵亮，州判官。母黄氏。慈侍下，兄鈁、铎、鑰、鑑、錝、弟鉞、镗、钢、铸、锐。侄子邵濂（邵镗子），字文夫，號向川，嘉靖壬子科舉人。